# Protonerius guttipennis
Protonerius guttipennis är en tvåvingeart som först beskrevs av Meijere 1921.  Protonerius guttipennis ingår i släktet Protonerius och familjen Neriidae. Inga underarter finns listade i Catalogue of Life.